# Самолёт-разведчик

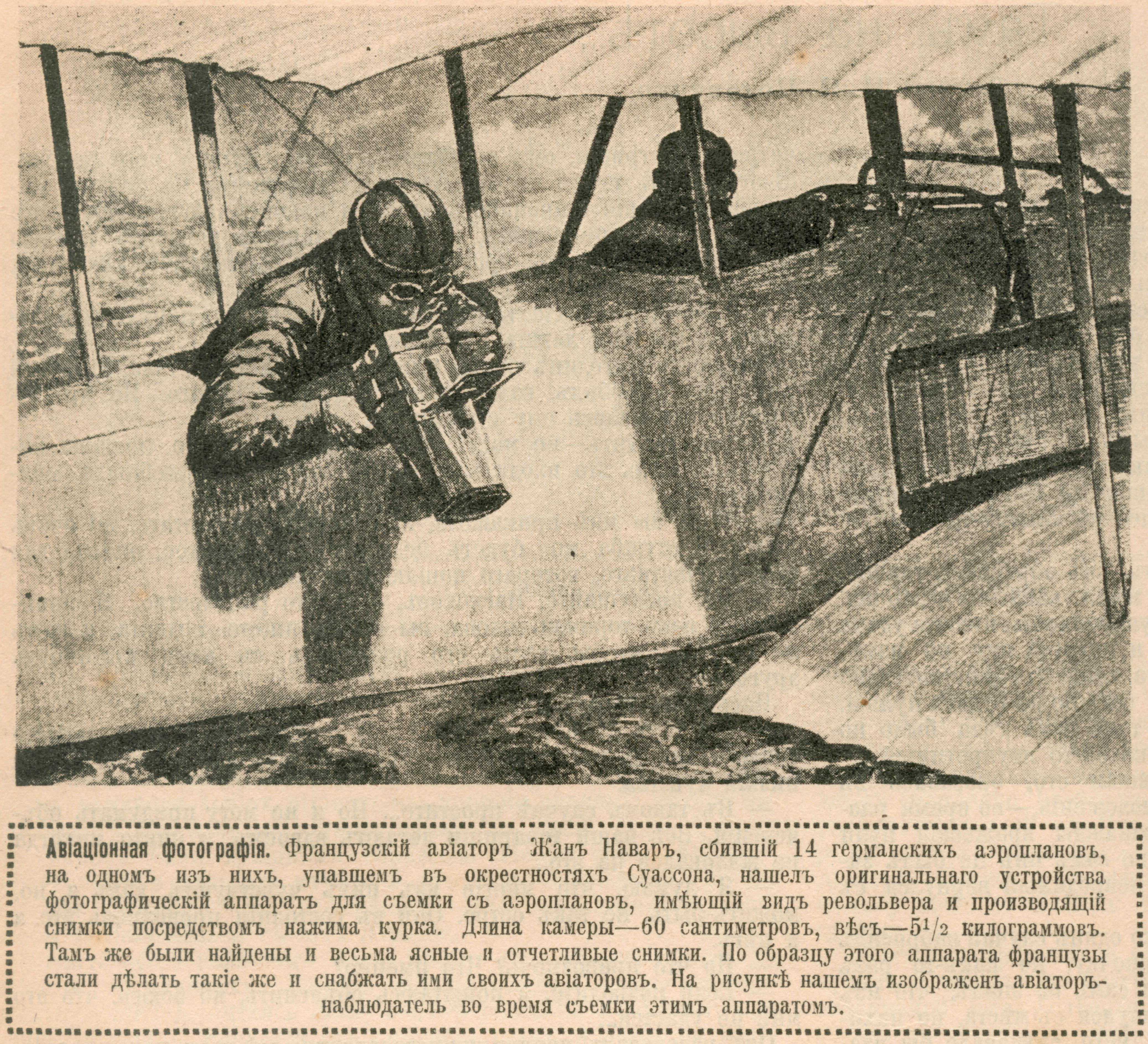
Авиационная фотосъёмка с французского самолёта, 1916 год.

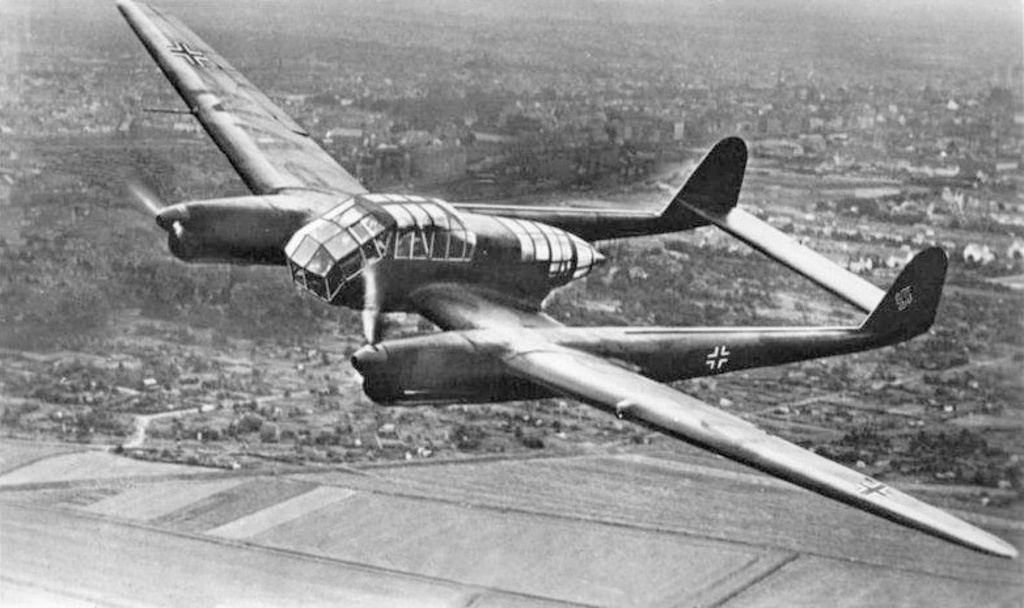
Немецкий самолёт-разведчик «Фокке-Вульф — 189» (ФВ 189, Focke-Wulf Fw 189 Uhu), советский жаргон — «Рама»

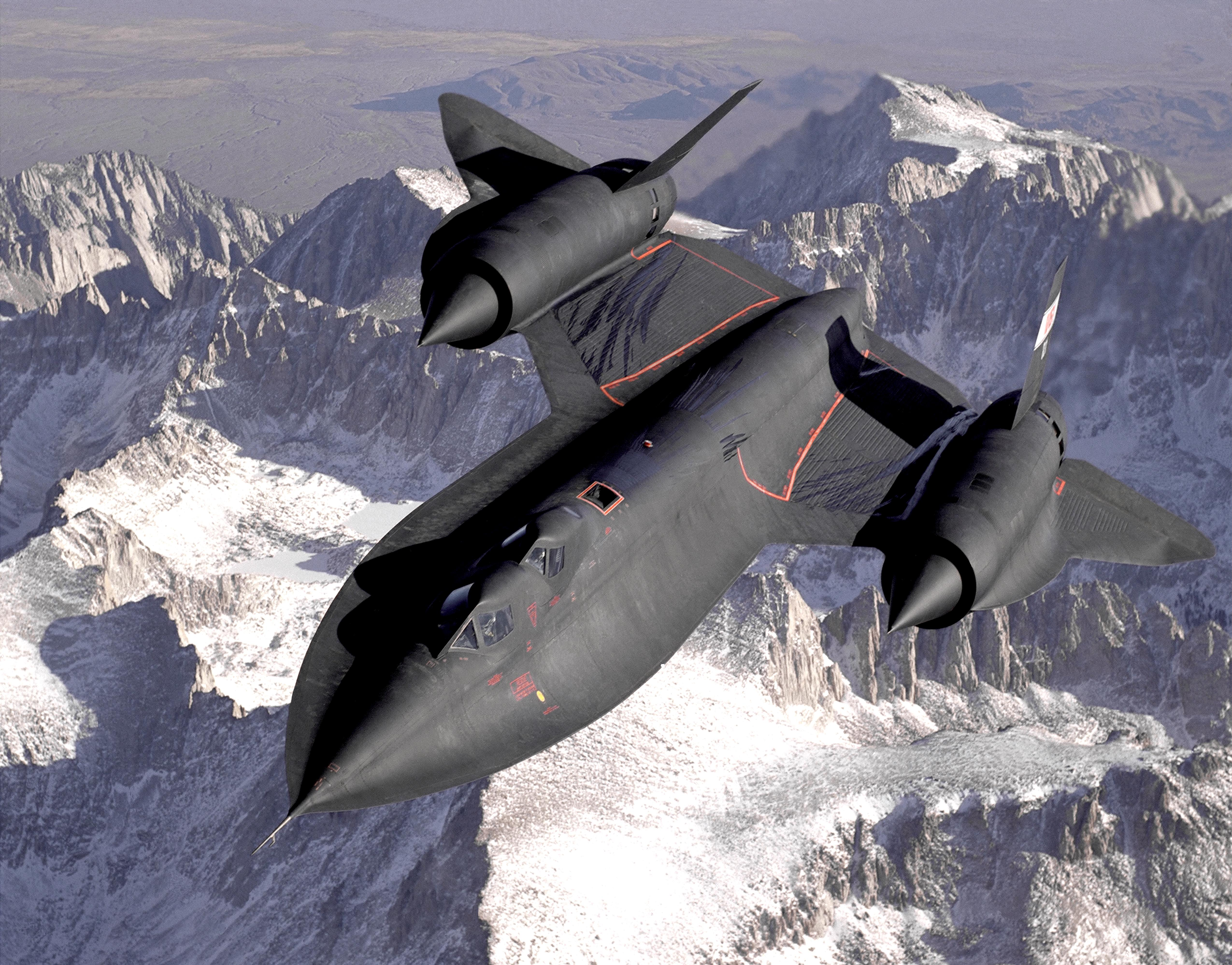
Высотный сверхзвуковой разведчик СР-71 (Lockheed SR-71) (1994)

Самолёт-разведчик — самолёт, предназначенный для ведения воздушной разведки. 
Самолёт-разведчик может быть доработанным серийным летательным аппаратом или специально разработанным узкоспециальным. Некоторые летательные аппараты разведывательной авиации могут нести определённые типы вооружений и способны уничтожать обнаруженные цели. Также самолёты-разведчики могут использоваться для наведения огня артиллерии и выполнения ряда других специфических задач.
Авиационная разведка в современном понятии разделяется на:
- визуальную;
- видовую;
- радиотехническую
- специальную

## История
Ещё в XIX веке для разведки войск противника применялись воздушные шары и воздушные змеи, с помощью которых поднимали наблюдателей.
Во время Первой мировой войны для ведения воздушной разведки стала широко привлекаться авиация (собственно, воздушная разведка в интересах сухопутных войск и была одной из приоритетных задач первых военных аэропланов). Для подтверждения достоверности разведывательной информации стали использоваться фотокамеры, тогда же был разработан первый полуавтоматический аэрофотоаппарат. В авиации появилась специальность «лётчик-наблюдатель».
Перед Второй мировой войной, а также в её ходе противоборствующие стороны широко использовали самолёты-разведчики, осуществляющие визуальное наблюдение, картографирование местности, а также фотоконтроль результатов бомбометания (огневого воздействия), для чего в подавляющем большинстве случаев использовались переоборудованные установкой фотооборудования серийные самолёты. Впрочем, уже тогда появились специализированные ЛА: немецкий тактический разведчик «Фокке-Вульф» Fw 189 (Focke-Wulf Fw 189), американский разведчик-наблюдатель Curtiss O-52 Owl, разведчик Northrop F-15 Reporter, японский разведчик «тип 97» (Mitsubishi Ki-15), и множество других (см. «Разведывательные самолёты Второй мировой войны»). Для военно-морских сил странами разрабатывались различные специализированные морские самолёты-разведчики корабельного и берегового базирования, гидросамолёты, а также стартующие с корабельных катапультных установок.
В послевоенные годы, с бурным развитием авиации в мире и интенсивной разработкой новых видов авиационного оборудования, сохранилась тенденция применения серийных ЛА, как правило, дооснащённых или модифицированных для решения круга задач, для ведения различных видов разведки. Впрочем, создавались и узкоспециализированные самолёты, как правило — это были высотные или скоростные разведчики (американские Lockheed U-2, Lockheed SR-71, советские Ил-20, М-55 и др.)

## Стратегические разведчики
Предназначены для стратегической разведки глубоких тылов противника (в том числе вероятного) и обширных территорий на театрах военных действий. Также в условиях господства в воздухе могут использоваться для стратегического мониторинга театра военных действий.

### Высотные разведчики
Эта группа разведчиков представлена практически только дозвуковыми высотными самолётами. Характерная особенность таких самолётов — полная оптимизация для высотных дозвуковых полётов. Оборотная стороны этой медали — сложность пилотирования и сравнительно малая боевая живучесть таких самолётов.
Яркий пример таких самолётов — самолёт ВВС ВС США U-2. Конструкторы постарались придать самолёту как можно большую высотность. На момент создания U-2 был недосягаем для советских истребителей и ЗРК, что позволяло свободно выполнять разведывательные полёты над СССР и том числе детально фотографировать стратегические военные и экономические объекты. Но появление на вооружении войск ПВО СССР ЗРК С-75 сделало невозможным безнаказанные разведывательные «рейсы» таких самолётов, — досягаемость по высоте у С-75 была достаточна для поражения U-2. Также в войска ПВО СССР поступили высотные истребители-перехватчики, сначала Ту-128, затем МиГ-25, способные подниматься на высоты, используемые U-2.

### Скоростные разведчики
Примером таких самолётов-разведчиков является SR-71, имевший на момент создания рекордную скорость полёта. Высокая скорость SR-71, вкупе с большим потолком, позволяла гарантированно избегать перехвата.

## Тактические разведчики
Летательные аппараты, предназначенные для ведения войсковой разведки в интересах войсковых соединений (объединений), частей и подразделений. В некоторых случаях были сведены в специальные подразделения разведки (отряды, эскадрильи, полки).